# Alfons-Petzold-Hof
Der Alfons-Petzold-Hof ist ein Gemeindebau in der Lorystraße 36–38 im 11. Wiener Gemeindebezirk Simmering.

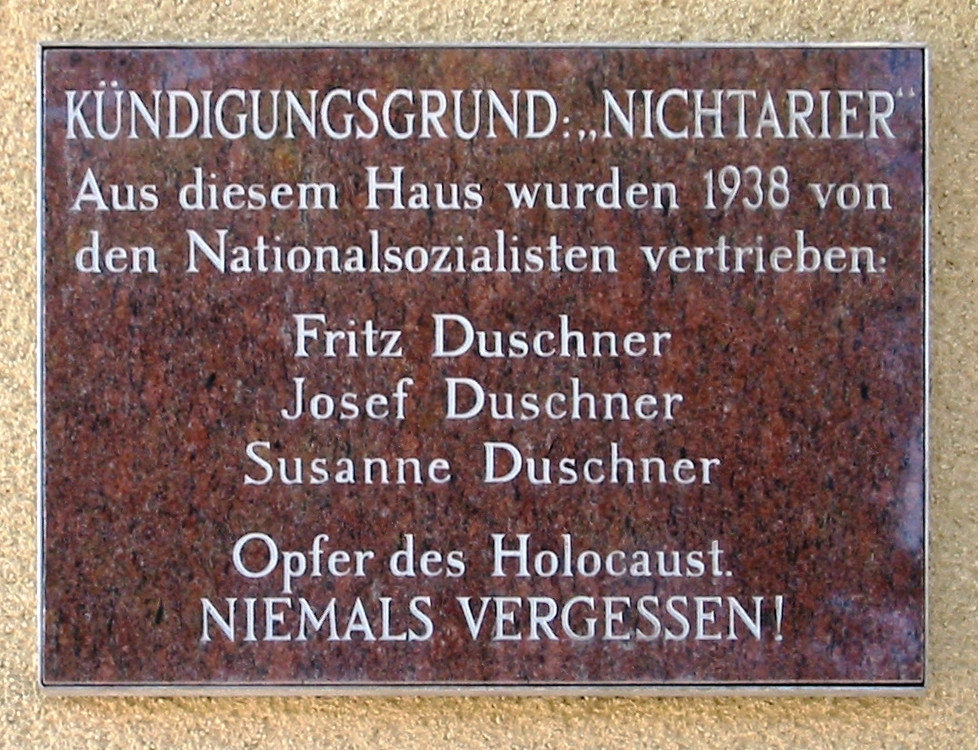
Gedenktafel in der Lorystraße

## Geschichte
Im Roten Wien der Zwischenkriegszeit entstanden zahlreiche kommunale Wohnbauten, vor allem in den von vielen Arbeitern bewohnten Außenbezirken Favoriten und Simmering. In der Zeit von 1923 bis 1926 wurden rund um den Simmeringer Herderplatz und den 1930 eröffneten Herderpark insgesamt sechs Gemeindebauten errichtet. Neben dem Alfons-Petzold-Hof waren dies die Wohnanlagen Widholzhof, Dr.-Franz-Klein-Hof, Friedrich-Engels-Hof, Josef-Scheu-Hof und der benachbarte Karl-Höger-Hof.
Der Alfons-Petzold-Hof wurde von 1923 bis 1924 nach Entwürfen des Architekten Adolf Stöckl errichtet. Als erster Simmeringer und einer der ersten Wiener Gemeindebauten verfügte er ursprünglich unter anderem über eine Badeanlage, einen Kinderaufenthaltsraum und mehrere Werkstätten. Von 2005 bis 2007 wurde er saniert, wobei unter anderem die Fenster und Türen erneuert wurden und ein Anschluss an die Fernwärme erfolgte. Die Wohnhausanlage ist nach dem Arbeiterdichter Alfons Petzold benannt.

## Architektur und Gestaltung
Die denkmalgeschützte Wohnanlage umfasst sieben Stiegenhäuser mit 95 Wohnungen und wird von der Lorystraße, Hakelgasse und dem Herderplatz begrenzt. Die westliche Hälfte des Häuserblocks wird von einer 1919 errichteten Bundesrealschule eingenommen.
Die Fassade ist zweifärbig verputzt und enthält kleine Putzornamente. Weitere interessante gestalterische Elemente sind polygonale Erkerfenster, gegiebelte Eingangsrisalite und eine abwechslungsreiche Dachsilhouette. Neben einem Hauseingang in der Lorystraße befindet sich eine Gedenktafel, die an die Familie Duschner erinnert, die 1938 von den Nationalsozialisten aus dem Haus vertrieben wurde.